# Souleymane Aw
Souleymane Aw (5 april 1999) is een Senegalees voetballer die sinds 2020 uitkomt voor Gil Vicente FC. Aw is een verdediger.

## Clubcarrière
KAS Eupen nam Aw in de zomer van 2017 over van de Aspire Academy, de academie waarmee de Belgische club samenwerkt. Die zomer maakten Abdul Nurudeen en Carlos Martínez Castro dezelfde beweging. In zijn eerste seizoen bij Eupen kwam Aw slechts één keer in actie (op de openingsspeeldag tegen Zulte Waregem), waarop de Oost-Belgische club hem tijdens de in de tweede helft van het seizoen verhuurde aan KSV Roeselare. Na zijn terugkeer kwam hij geen minuut meer in actie voor Eupen. In augustus 2019 werd zijn contract bij de Oostkantonners, dat nog liep tot 2021, ontbonden.
Aw trok transfervrij naar de Franse derdeklasser AS Béziers. Na één seizoen, waarin hij slechts zeven officiële wedstrijden mocht spelen, verhuisde hij naar Gil Vicente FC in de Primeira Liga. Daar speelde hij in zijn eerste seizoen geen enkele officiële wedstrijd in het eerste elftal van de club.

## Statistieken
| Seizoen        | Club            | Land               | Competitie           | Competitie | Competitie | Beker | Beker | Internationaal | Internationaal | Totaal | Totaal |
| Seizoen        | Club            | Land               | Competitie           | Wed.       | Dlp.       | Wed.  | Dlp.  | Wed.           | Dlp.           | Wed.   | Dlp.   |
| -------------- | --------------- | ------------------ | -------------------- | ---------- | ---------- | ----- | ----- | -------------- | -------------- | ------ | ------ |
| 2017/18        | KAS Eupen       | Vlag van België    | Eerste klasse A      | 1          | 0          | 0     | 0     | —              | —              | 1      | 0      |
| 2017/18        | → KSV Roeselare | Vlag van België    | Eerste klasse B      | 6          | 1          | 0     | 0     | —              | —              | 6      | 1      |
| 2018/19        | KAS Eupen       | Vlag van België    | Eerste klasse A      | 0          | 0          | 0     | 0     | —              | —              | 0      | 0      |
| 2019/20        | AS Béziers      | Vlag van Frankrijk | Championnat National | 6          | 0          | 1     | 0     | —              | —              | 7      | 0      |
| 2020/21        | Gil Vicente FC  | Vlag van Portugal  | Primeira Liga        | 0          | 0          | 0     | 0     | —              | —              | 0      | 0      |
| 2021/22        | Gil Vicente FC  | Vlag van Portugal  | Primeira Liga        | 0          | 0          | 0     | 0     | —              | —              | 0      | 0      |
| Carrièretotaal | Carrièretotaal  | Carrièretotaal     | Carrièretotaal       | 13         | 1          | 1     | 0     | 0              | 0              | 14     | 1      |

Bijgewerkt op 18 augustus 2021.

## Interlandcarrière
Aw nam in 2017 met zijn land deel aan de Afrika Cup –20 in Zambia. Senegal haalde de finale, maar verloor deze van gastland Zambia. Aw miste dat toernooi geen wedstrijd. Datzelfde jaar speelde hij ook alle groepswedstrijden op het WK –20, waar Senegal zonder hem in de achtste finale verloor van Mexico. 
Op de Afrika Cup –20 haalde Senegal opnieuw de finale, ditmaal verloor het deze van Mali na strafschoppen. Opnieuw kwam Aw in alle wedstrijden in actie. Later dat jaar werd hij ook geselecteerd voor het WK –20 in Polen, Senegal sneuvelde hier in de kwartfinale tegen Zuid-Korea. Ditmaal kwam Aw tijdens alle wedstrijden van zijn land in actie.